# Xu-Jia Wang
Xu-Jia Wang (chinês: 汪徐家; setembro de 1963) é um matemático sino-autraliano, professor de matemática da Universidade Nacional da Austrália (ANU) e membro da Australian Academy of Science.

## Biografia
Wang nasceu na província de Zhejiang, China. Obteve o bacharelado em 1983 e um doutorado em 1990 no Departamento de Matemática da Universidade de Zhejiang (ZJU) em Hangzhou.
Após o doutorado foi lecturer e professor associado na ZJU antes de partir para a ANU em 1995.

## Prêmios e honrarias
- Medalha Australian Mathematical Society (2002)[2]
- palestrante convidado do Congresso Internacional de Matemáticos em Pequim (2002)
- Medalha Morningside, 2007
- Fellow da Australian Academy of Science (2009)

## Publicações selecionadas
- “Convex solutions to the mean curvature flow”, Ann. of Math. 173 (2011), 1185-1239.
- (com Aram Karakhanyan) “On the reflector shape design”, J. Differential Geom. 84 (2010), no. 3, 561-610.
- (com Guji Tian) “Moser-Trudinger type inequalities for the Hessian equation”, J. Funct. Analysis 259 (2010), no. 8, 1974-2002.
- (com Kai-Seng Chou) “The Lp-Minkowski problem and the Minkowski problem in centroaffine geometry”, Adv. Math. 205 (2006), 33-83.
- “Schauder estimates for elliptic and parabolic equations”, Chin. Ann. Math. Ser. B 27 (2006), no. 6, 637-642.
- (com Neil Trudinger) “The affine Plateau problem”, J. Amer. Math. Soc. 18 (2005), no. 2, 253-289.
- (com Neil Trudinger, Xi-Nan Ma) 2005, “Regularity of Potential Functions of the Optimal Transportation Problem”, Arch. Ration. Mech. Anal. 177 (2005), 151-183.
- (com Xiaohua Zhu) “Kähler-Ricci solitons on toric manifolds with positive first Chern class”, Adv. Math. 188 (2004), 87-103.